# Loncopán
Loncopán (en mapudungún, Longkopang) fue un cacique indígena de la Pampa. Nació en el norte de la Patagonia, sin acuerdo sobre la fecha. Murió el 17 de abril de 1853 en Salinas Grandes, Buenos Aires, Argentina.

## Biografía
La tradición oral dice que nació en territorio tehuelche septentrional (según la clasificación de Rodolfo Casamiquela) en lo que hoy es el norte de Río Negro. De carácter nómada, su agrupación se desplazaba por la zona sur de las actuales provincias de Buenos Aires, La Pampa y Córdoba.

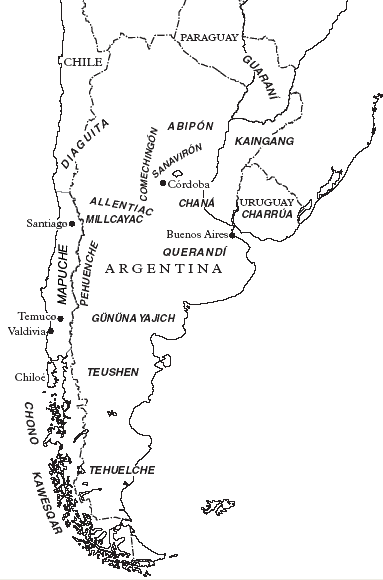
Distribución indígena aproximada en tiempos de la conquista española de Argentina.

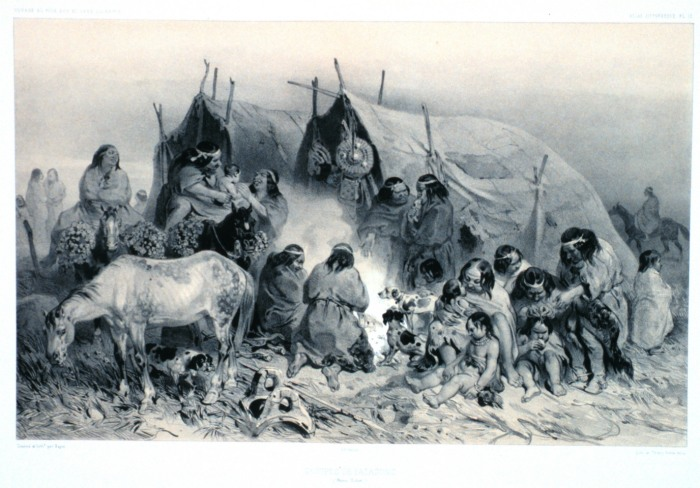
Litografía de Adolphe Bayot. Voyage au Polo Sud, Dumont D'Urville, París, 1842.

### Antecedentes
Con un poder para forjar alianzas, intentó la unificación pacífica de todas las naciones indígenas en una gran Confederación Indígena, pero la falta de comunicaciones y los dispares intereses lo hicieron fracasar. De buena relación con Calfucurá, no fue blanco de los ataques que sufrieron los borogas. Pero poco después de la derrota de Rosas en la batalla de Caseros, su sistema de alianzas se debilitó. Al igual que Ignacio Coliqueo, rechazó participar en la guerra contra el Gobierno Nacional, provocando una ruptura con el cacique Calfucurá al no querer disciplinarse bajo su mando.
En 1871 Loncopán rompió el pacto de paz entre Calfucurá y el coronel Francisco de Elía, atacando los pueblos de General Alvear y Veinticinco de Mayo, y eso desató la venganza de Calfucurá, en alianza con el gobierno central. La batalla tuvo lugar en la Laguna Colorada, donde Loncopán fue derrotado. Nunca se identificó su cadáver, lo que dio lugar a varias leyendas.

### Consecuencias
Igualmente, la amistad entre Calfucurá y el gobierno tampoco duró demasiado y fue el principio del fin de Calfucurá. En marzo de 1872, el coronel Elía ataca las tolderías de los caciques Manuel Grande, Chipitruz y Calfuquir. Calfucurá declara formalmente la guerra a Sarmiento y saquea las ciudades de Veinticinco de Mayo, Alvear y Nueve de Julio con 8000 lanzas, resultando 300 civiles muertos, 500 cautivos y 150 000 a 200 000 cabezas de ganado robadas, pero el ejército se reorganiza y el 11 de marzo de 1872 derrota definitivamente a Calfucurá en la Batalla de San Carlos de Bolívar, en el actual partido de Bolívar, por el general Ignacio Rivas y los guerreros del cacique Catriel.